# Philippe Durpes
Philippe Durpes (ur. 6 marca 1974 w Capesterre) – gwadelupski piłkarz występujący na pozycji obrońcy.

## Kariera klubowa
Durpes zawodową karierę rozpoczynał we francuskim klubie RC Lens. W pierwszej lidze francuskiej zadebiutował 12 grudnia 1992 w przegranym 0:3 meczu z Olympique Lyon. W 1998 roku zdobył z klubem mistrzostwo Francji oraz Puchar Francji. Przez sześć lat w Lens Durpes rozegrał 4 ligowe spotkania. W 1998 roku odszedł do belgijskiego Cercle Brugge, grającego w drugiej lidze. W ciągu dwóch lat w barwach Cercle zagrał w 55 ligowych meczach i strzelił 4 gole. W 2000 roku został graczem Verbroedering Geel, również grającego w drugiej lidze. W tym samym roku Durpes powrócił do Francji, gdzie podpisał kontrakt z Amiens SC, występującym w Championnat National. W sezonie 2000/2001 awansował z nim do Ligue 2. W 2002 roku przeszedł do zespołu CFA – SO Romorantin. W 2011 roku zakończył tam karierę.

## Kariera reprezentacyjna
Durpes rozegrał jedno spotkanie w reprezentacji Gwadelupy. Był to mecz fazy grupowej Złotego Pucharu CONCACAF 2007 przeciwko Kostaryce (0:1), rozegrany 12 czerwca 2007. Na tamtym turnieju wraz z kadrą dotarł do półfinału.